# Ostbahnhof (métro de Munich)
Ne doit pas être confondu avec Ostbahnhof (métro léger de Francfort) ou Gare de Munich-Est.
Ostbahnhof est une station de métro à Munich, en Allemagne. Située sur la ligne U5 du métro de Munich entre Max-Weber-Platz et Innsbrucker Ring, elle dessert la gare de Munich-Est. Elle a ouvert le 27 octobre 1988.